# Легија белог орла
Легија белог орла је била тајна легија диверзаната и шпијуна у немачком Вермахту састављена од етничких Пољака, углавном из регије Генералног гувернората, Горње Силесије и Помераније.  Њихова формација је била подржана од Хајнриха Химлера и Ханса Франка у октобру 1944. Планиран је био пребачај у Вафен-СС и стварање пољске дивизије у децембру 1944, али се ово никада није догодило. 
Још увек, међутим, се може наћи спомена "Waffen-SS Polen", пошто су команданти ове дивизије били официри Вафен-СС-а, углавном шпијуни. Према историјским изворима, штаб ове легије се налазио код бивших пољских војних барака у Радому. 
Пред улазак Совјетског Савеза у делове Пољске у близини Радома, бело-црвена застава са натписом "ВЕРМАХТ ВАС ЧЕКА, БОРИТЕ СЕ ПРОТИВ БОЉШЕВИЗМА" је била постављена изнад улаза као покушај регрутације. Није имао велики успех због антинемачких ставова већинског пољског становништва. 